# Pyramus de Candolle
Pour les articles homonymes, voir Candolle.
Pyramus de Candolle (né à Fréjus en 1566 et mort à Versoix, à l'époque en France, le 17 septembre 1626), connu aussi sous le pseudonyme de Jean Doreau,, est un calviniste français, exilé en République de Genève et devenu imprimeur.

## Biographie
Né en France à Fréjus en 1566 au sein d'une famille calviniste, Pyramus de Candolle s'exile en République de Genève pour fuir les persécutions, il y rejoint son oncle, Bernardin de Candolle. En 1591, il épouse Anne Vignon, fille de l'imprimeur Eustache Vignon décédé trois ans plus tôt, et devient imprimeur à son tour. Il est reçu bourgeois de Genève en 1594 pour s'être illustré en participant aux guerres de Savoie à la France.
En 1616 il s’exile une nouvelle fois à Yverdon, alors en territoire bernois, et en acquiert la bourgeoisie en 1619.

## Œuvres
Pyramus de Candolle publie sous son nom plusieurs ouvrages, dont en 1595 Harangues militaires et concions des princes, capitaines, ambassadeurs et autres manians tant la guerre que les affaires d'état.
Sous le pseudonyme de Jean Doreau, il publie en 1609 la première édition des Essais de Montaigne avec une adresse néerlandaise, en l'occurrence Leyde, pour éviter la saisie du livre en France, ainsi qu'un ouvrage intitulé Le tableau des différens de la religion : traictant de l'Eglise, du nom, définition, marques, chefs, propriétés, conditions, foy et doctrines d'icelle….